# Thematische apperceptietest
De Thematische Apperceptietest (TAT) is een projectieve test die gebruikt wordt in de psychologie om de ontwikkeling van bepaalde cognitieve functies als fantasie en inlevingsvermogen bij de proefpersonen vast te stellen. Ook wordt de test soms gebruikt om bij kinderen zaken waar moeilijk over gesproken kan worden aan het licht te brengen, zoals seksueel misbruik.

## Hoe het werkt
De proefpersonen krijgen enkele zwart-wittekeningen te zien uit een set set van 31 die verschillende scenario’s voorstellen. De situaties en eventuele personen op de afbeeldingen zijn multi-interpretabel en ambigu, bijvoorbeeld een persoon die voor het raam staat, waarbij het mogelijk is dat de persoon door het raam naar binnenstapt of juist naar buiten wil, of een man en vrouw in gesprek, waarbij het mogelijk is dat zij ruzie hebben of een ander intens emotioneel gesprek. Aan de proefpersonen wordt gevraagd een verhaal te verzinnen over de weergegeven situatie, de voorgeschiedenis en de gebeurtenissen die erop volgen. De interpretatie van de afbeeldingen door de proefpersonen zeggen iets over hun persoonlijkheid. Op basis van de reactie op enkele afbeeldingen kan tot op zekere hoogte het gedachtegoed van de proefpersonen geanalyseerd worden.

## TAT vroeger en nu
De TAT (Thematic Apperception test) werd in de jaren '30 ontwikkeld door de Amerikaanse psychologen Henry Murray en Christiana Morgan. Destijds werd gedacht dat iemands uitleg van een situatie iets kenbaar maakte over bijvoorbeeld de uit de psychoanalyse bekende afweermechanismen (onder andere ontkenning, projectie, identificatie en de totstandkoming van het oedipuscomplex). Vanaf de  jaren 70 wordt de test vooral gebruikt voor het testen van cognitieve vaardigheden en sociale intelligentie.
Er bestaat ook een aangepaste versie voor kinderen: "Children Apperception Test" (CAT)